# お茶屋

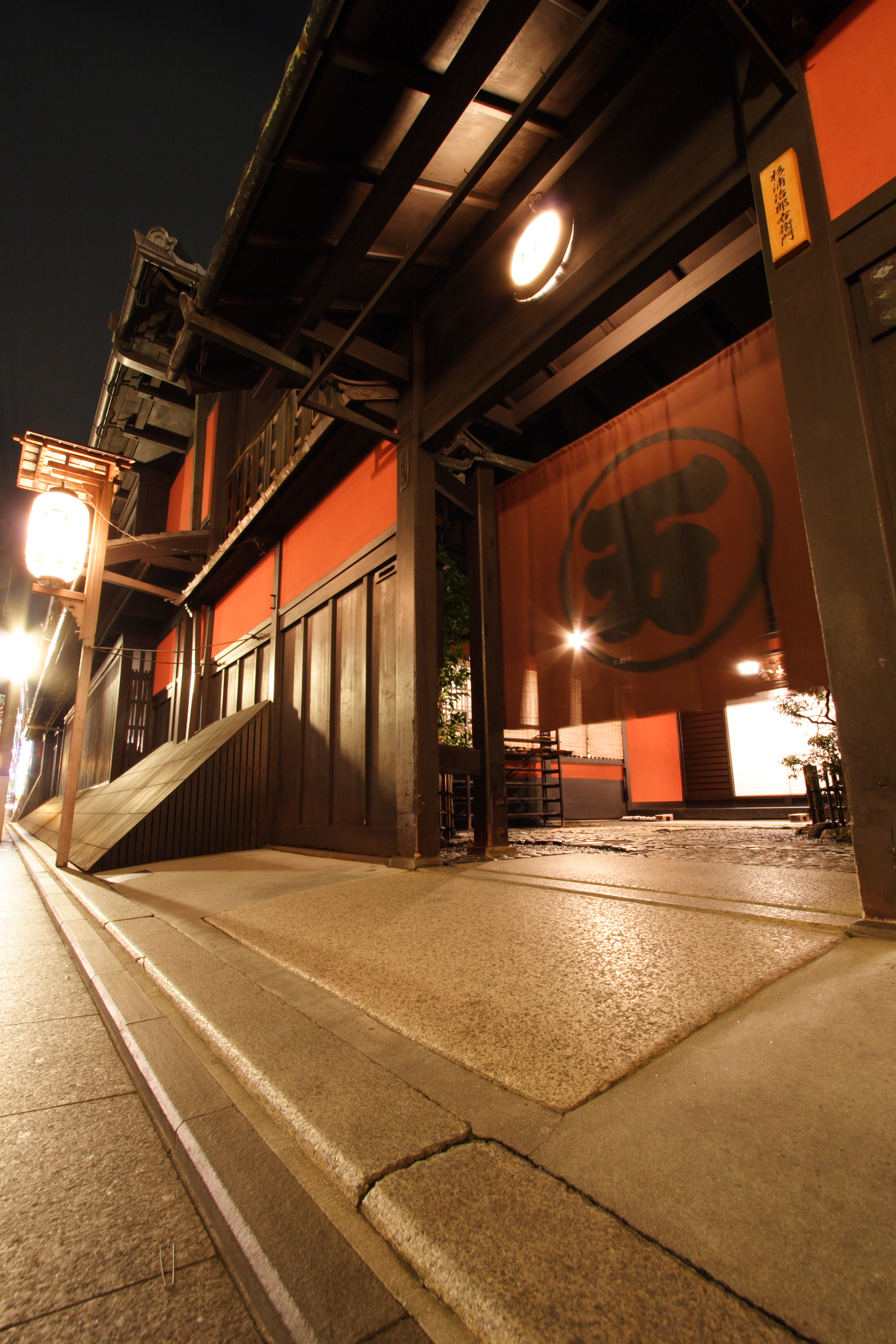
一力茶屋（祇園一力亭）入口

お茶屋（おちゃや）とは、今日では京都などにおいて花街で芸妓を呼んで客に飲食をさせる店のこと。かつての東京などにおける待合に相当する業態である。

## 概要
お茶屋は芸妓を呼ぶ店であり、風俗営業に該当し、営業できるのは祇園、先斗町など一定の区域に限られる。
料亭（料理屋）との違いは厨房がなく、店で調理した料理を提供しないこと（仕出し屋などから取り寄せる）である。かつては、宴のあと、客と芸妓、仲居が雑魚寝をするというのが一つの風情ある花街情緒であったが、今日では見られない。谷崎潤一郎は『青春物語』で京都での放蕩の思い出を記し、雑魚寝は安眠できないので「殺生なもの」だと書いている。
東京などにある戦前までの「待合」のもう一つの側面については京都では「席貸」という旅館風の店が請け負っていた（「貸席」はいわゆるお茶屋を指し、別物である。加藤政洋『京の花街ものがたり』第3章・第6章・第7章参照）。
歴史的には、花街の茶屋は人気の遊女の予約管理など、遊興の案内所や関係業者の手配所としての機能があり、客は茶屋の座敷で遊興し、茶屋に料金を払った。料理屋や酒屋をはじめ、芸者や娼妓の抱え主など各方面への支払いは、茶屋から間接的に行われた。往々にしてあったことであるが、客が遊興費を踏み倒した場合でも、茶屋は翌日に関係先に支払いをしなくてはならず、客からの回収は茶屋の責任であった。また茶屋が指名された遊女を呼ぶ場合は抱え主に対し「差し紙」という客の身元保証書を差し出す規則があり、客が遊女と心中したり、手配犯だったことが後で判明するなど不祥事の起きた場合は、その客を取り次いだ茶屋が責任を負わされた。客の素性や支払を保証する責任上、茶屋は原則一見さんお断りで、なじみ客の紹介がなければ客になれなかった。
京都では、このルールが現代でも残っているという。京都では料亭に芸妓を招く場合でも、いったんお茶屋を通すことになっている（料理代は料亭に支払い、花代は後日お茶屋に支払うことになる）。